# Standesherr
Het Duitse woord Standesherr komt oorspronkelijk uit het Koninkrijk Bohemen. Het had betrekking op kleine heerlijkheden die door een koninklijk privilege ontheven waren van hun onderhorigheid aan grotere heren, en zo geëvolueerd waren tot dwergstaatjes.
Het Nederlandse begrip heer van stand heeft dezelfde oorsprong, maar verwijst niet naar de betekenis van standesherr.

## Standesherrschaft in de Duitse Bond
De Bondsdag van de Duitse Bond besloot op 18 augustus 1825 het volgende: de soevereinen en vrije steden van Duitsland komen overeen dat de gemediatiseerde families een rang krijgen toegekend die hen gelijkstelt in geboorte (Ebenbürtig) aan de soevereine huizen en in zoverre het vorstelijke families zijn, voeren ze de titel doorluchtig (Durchlaucht).
De bondsdag van 13 februari 1829 besloot dat de hoofden van de grafelijke families, die voorheen rijksstand waren, voortaan de titel verheven (Erlaucht) mochten voeren.

### Standesherrschaften in het koninkrijk Pruisen en de vorstendommen Hohenzollern
In het koninkrijk Pruisen stelde een decreet van 21 februari 1832 vast dat er veertien vorstelijke families onder de Pruisische kroon vielen:
- Arenberg
- Bentheim-Steinfurt
- Bentheim-Tecklenburg-Rheda
- Croÿ
- Kaunitz-Rietberg
- Looz-Corswarem
- Salm-Salm
- Salm-Kyrburg
- Salm-Horstmar
- Sayn-Wittgenstein-Berleburg
- Sayn-Wittgenstein-Hohenstein
- Solms-Braunfels
- Solms-Lich en Hohensolms
- Wied

Voor de leden van de grafelijke families in Pruisen (de drie huizen Stolberg) was er geen wetgeving.
In de vorstendommen Hohenzollern-Hechingen en Hohenzollern-Sigmaringen waren de volgende vorsten standesherr:
- Fürstenberg
- Thurn und Taxis

### Standesherrschaften in het keizerrijk Oostenrijk
In het keizerrijk Oostenrijk noemde een lijst van 7 oktober 1825 de vorstelijke families die hun domicilie hadden in deze monarchie:
- Auersperg
- Colloredo-Mansfeld
- Dietrichstein
- Esterhazy
- Kaunitz-Rietberg
- Khevenhüller-Metsch
- Lobkowitz
- Metternich
- Rosenberg
- Schönburg
- Schwarzenberg
- Starhemberg
- Trauttmansdorff
- Windisch-Graetz

Door een decreet van 9 oktober 1825 werden daaraan toegevoegd:
- Schönburg-Waldenburg
- Schönburg-Hartenstein

en door een decreet van 4 februari 1845:
- Salm-Salm
- Salm-Kyrburg
- Salm-Horstmar
- Salm-Reifferscheid-Krautheim
- Salm-Reifferscheid-Raitz

De grafelijke families die hun domicilie hadden in Oostenrijk, waren:
- Harrach
- Kuefstein
- Schönborn-Buchheim
- Stadion
- Sternberg-Manderscheid
- Wurmbrand-Stuppach

### Standesherrschaften in het koninkrijk Beieren
In het koninkrijk Beieren was er op 22 april 1829 een regeling voor de vorstelijke huizen:
- Fugger van Babenhausen
- Hohenlohe-Schillingsfürst
- Leiningen
- Löwenstein-Wertheim-Freudenberg
- Löwenstein-Wertheim-Rosenberg
- Oettingen-Spielberg
- Oettingen-Wallerstein
- Thurn und Taxis
- Esterházy
- Schwarzenberg
- Waldburg-Wurzach
- Waldburg-Zeil-Trauchburg

Idem voor de grafelijke huizen op 25 augustus 1831:
- Castell
- Fugger-Glött
- Fugger-Kirchheim
- Fugger-Nordendorf
- Giech
- Ortenburg
- Pappenheim
- Rechteren-Limpurg
- Schönborn
- Waldbott von Bassenheim
- Erbach-Wartenberg-Roth
- Stadion

### Standesherrschaften in het koninkrijk Hannover
In het koninkrijk Hannover regelde een decreet van 9 mei 1826 de status van de standesherren.
De vorsten
- Arenberg
- Bentheim
- Looz-Corswarem

en de graven
- Stolberg-Stolberg
- Stolberg-Wernigerode
- Platen-Hallermund

### Standesherrschaften in het koninkrijk Saksen
In het koninkrijk Saksen viel onder de regeling van de bondsdag alleen het huis
- Schönburg

### Standesherrschaften in het koninkrijk Württemberg
In het koninkrijk Württemberg vielen bij koninklijk decreet de volgende vorstelijke huizen onder de regeling:
- Colloredo-Mansfeld
- Dietrichstein
- Fürstenberg
- Hohenlohe-Kirchberg
- Hohenlohe-Langenburg
- Hohenlohe-Waldenburg-Waldenburg
- Löwenstein-Wertheim-Freudenberg
- Löwenstein-Wertheim-Rosenberg
- Oettingen-Spielberg
- Oettingen-Wallerstein
- Schwarzenberg
- Solms-Braunfels
- Thurn und Taxis
- Waldburg-Wolfegg-Waldsee
- Waldburg-Zeil-Trauchburg
- Waldburg-Zeil-Wurzach
- Windisch-Graetz
- Sayn-Wittgenstein-Hohenstein

de grafelijke huizen waren:
- Erbach-Wartenberg-Roth
- Fugger-Kirchberg-Weißenhorn
- Fugger-Nordendorf
- Königsegg-Aulendorf
- Neipperg
- Plettenberg-Mietingen
- Pückler-Limpurg
- Quadt-Isny
- Rechberg
- Schaesberg-Tannheim
- Stadion-Stadion-Thannhausen
- Sternberg-Manderscheid
- Törring-Gutenzell
- Waldbott von Bassenheim
- Waldeck-Pyrmont
- Isenburg-Büdingen-Meerholz

### Standesherrschaften in het groothertogdom Baden
In het groothertogdom Baden noemde een decreet van 17 september 1829 de vorsten:
- Fürstenberg
- Leiningen
- Salm-Reifferscheid-Krautheim
- von der Leyen
- Löwenstein-Wertheim

en de graven:
- Leiningen-Neudenau
- Leiningen-Billigheim

### Standesherrschaften in het groothertogdom Hessen
De regeling in het groothertogdom Hessen dateert van 17 februari 1820. De vorsten waren:
- Isenburg-Birstein
- Leiningen
- Löwenstein-Wertheim-Freudenberg
- Löwenstein-Wertheim-Rosenberg
- Solms-Braunfels
- Solms-Lich

en de graven:
- Erbach-Erbach
- Erbach-Fürstenau
- Erbach-Schönberg
- Isenburg-Büdingen
- Isenburg-Meerholz
- Isenburg-Budingen-Wächtersbach
- Leiningen-Westerburg
- Schlitz, genaamd Von Görtz
- Solms-Laubach
- Solms-Rödelheim
- Solms-Wildenfels
- Stolberg-Gedern
- Stolberg-Ortenberg

### Standesherrschaften in het keurvorstendom Hessen
In het keurvorstendom Hessen noemde het edict van 29 mei 1833 vorst
- Isenburg-Birstein

en de graven
- Isenburg-Meerholz
- Isenburg-Wächtersbach
- Solms-Rödelheim

### Standesherrschaften in het hertogdom Nassau
In het hertogdom Nassau betrof het de vorst van
- Wied

en de graven van
- Neuleiningen-Westerburg
- Waldbott von Bassenheim

Alt-Leiningen-Westerburg · Arenberg · Auersperg · Bentheim-Steinfurt · Bentheim-Tecklenburg · Bentinck · Bömmelberg · Bretzenheim · Castell-Castell · Castell-Rüdenhausen · Colloredo-Mannsfeld · Croÿ · Dietrichstein · Erbach-Erbach · Erbach-Fürstenau · Erbach-Schönberg · Esterházy · Fürstenberg · Fugger-Babenhausen · Fugger-Glött · Fugger-Kirchberg · Fugger-Kirchheim · Fugger-Nordendorf · Harrach · Hohenlohe-Ingelfingen · Hohenlohe-Kirchberg · Hohenlohe-Langenburg · Hohenlohe-Öhringen · Hohenlohe-Schillingsfürst · Hohenlohe-Waldenburg-Bartenstein · Hohenlohe-Waldenburg-Jagstberg · Hohenlohe-Waldenburg-Schillingsfürst · Isenburg-Birstein · Isenburg-Büdingen · Isenburg-Philippseich · Kaunitz-Rietberg · Khevenhüller-Metsch · Königsegg-Aulendorf · Kuefstein · Leiningen · Leiningen-Billigheim · Leiningen-Neudenau · Leyen · Limburg-Stirum · Lobkowitz · Löwenstein-Wertheim-Freudenberg · Löwenstein-Wertheim-Rosenberg · Looz-Corswarem · Metternich-Winneburg · Neipperg · Neu-Leiningen-Westerburg · Oettingen-Spielberg · Oettingen-Wallerstein · Ortenburg · Ostein · Pappenheim · Platen-Hallermund · Plettenberg-Wittem · Pückler und Limpurg · Quadt-Wykradt-Isny · Rechberg und Rothenlöwen · Rechteren-Limpurg · Rosenberg-Orsini · Salm-Horstmar · Salm-Kyrburg · Salm-Reifferscheidt-Krautheim und Dyck · Salm-Reifferscheidt-Raitz · Salm-Salm · Sayn-Wittgenstein-Berleburg · Sayn-Wittgenstein-Hohenstein · Schaesberg · Schlitz genannt von Görtz · Schönborn · Schönborn-Buchheim · Schönborn-Wiesentheid · Schönburg-Glauchau · Schönburg-Hartenstein · Schönburg-Waldenburg · Schwarzenberg · Sinzendorf · Solms-Braunfels · Solms-Hohensolms-Lich · Solms-Laubach · Stadion-Tannhausen · Stadion-Warthausen · Starhemberg · Sternberg-Manderscheid · Stolberg-Roßla · Stolberg-Stolberg · Stolberg-Wernigerode · Thurn und Taxis · Toerring · Trauttmansdorff-Weinsberg · Waldbott-Bassenheim · Waldburg-Wolfegg und Waldsee · Waldburg-Zeil · Waldburg-Zeil-Wurzach · Waldeck-Limpurg · Wallmoden-Gimborn · Wartenberg-Roth · Wied-Neuwied · Wied-Runkel · Windisch-Graetz · Wurmbrand-Stuppach